# Weil im Schönbuch
Weil im Schönbuch är en kommun och ort i Landkreis Böblingen i regionen Stuttgart i Regierungsbezirk Stuttgart i förbundslandet Baden-Württemberg i Tyskland. Weil im Schönbuch, som för första gången nämns i ett dokument från år 1188, har cirka 10 000 invånare.